# Gilowice (Żywiec)
Pour les articles homonymes, voir Gilowice.
Gilowice est un village de la voïvodie de Silésie et du powiat de Żywiec. Il est le siège de la gmina de Gilowice et comptait 4 259 habitants en 2008.